# 巴尔伯里 (瓦兹省)
巴尔伯里（法語：Barbery，法語發音：[baʁbəʁi] ⓘ）是法国瓦兹省的一个市镇，属于桑利斯区。

## 地理
巴尔伯里（49°13'21"N, 2°40'7"E）面积7.6 平方千米，位于法国上法蘭西大區瓦兹省，该省份为法国北部内陆省份，北起索姆省，西接厄尔省和滨海塞纳省，南至塞纳-马恩省和瓦兹河谷省，东临埃纳省。
与巴尔伯里接壤的市镇（或旧市镇、城区）包括：布拉瑟斯、博雷、沙芒、蒙泰皮卢瓦、蒙莱韦克、吕利、维莱圣弗朗堡-奥尼翁。

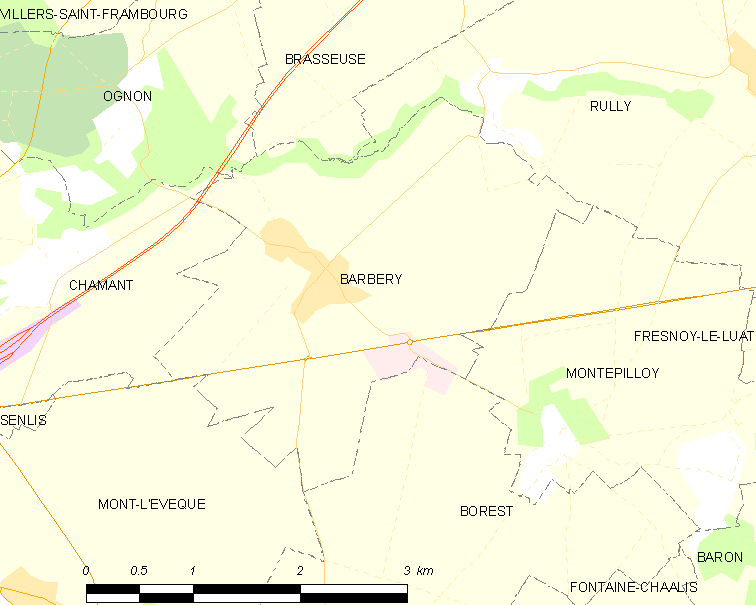
的OSM定位图

巴尔伯里的时区为UTC+01:00、UTC+02:00（夏令时）。

## 行政
巴尔伯里的邮政编码为60810，INSEE市镇编码为60045。

## 政治
巴尔伯里所属的省级选区为蓬圣马克桑斯县。

## 人口

1962-2008年间人口变化图示

巴尔伯里于2022年1月1日时的人口数量为532人。